# Àngel Daban
Àngel Daban és un animador infantil gironí.
Formà part, amb Xesco Boix, Toni Giménez, Noè Rivas i Lluís M. Panyella, del fugaç col·lectiu Els cinc dits d'una mà.
Publicà alguns àlbums (majoritàriament formats per temes de composició pròpia) a partir de la darreria dels anys setanta del segle xx, destacant-ne Birondaina Xiribincleta (1980) -on s'inclouen dos poemes de Miquel Desclot: "Cançó dels esclops" i "Cançó d'anar a mercat"-, i Peixos amb sabates (1982) -que inclou dos poemes més de Desclot: "Cançó d'espantar esperits" i "Cançó de la sabatera".